# Теоретическая тарелка
Теоретическая тарелка (теоретическая ступень разделения) — теоретическая модель массообменных процессов в двухфазных средах, основанная на представлении массообменного устройства (тарелки) как теоретически идеальной, изолированной системы в состоянии термодинамического равновесия. Характеризует максимальную, теоретически возможную разницу концентраций компонентов в фазах при заданных условиях.
Синоним: теоретическая ступень разделения — точнее определяет физический смысл понятия.
Модель предполагает:
- изолированность системы;
- термодинамическое равновесие;
- эквимольный межфазный массообмен;
- бесконечно большую (мгновенную) скорость достижения состояния равновесия.

Любая изолированная система приходит со временем в состояние равновесия, система жидкость — пар при заданных температуре и давлении характеризуется равновесными концентрациями компонентов в фазах, при этом концентрации компонентов в жидкости и в паре всегда различны (первый закон Рауля), исключением являются азеотропные смеси. Модель позволяет подобрать фазу или условия, при которых концентрация ключевого компонента в фазе — приёмнике будет выше, чем в фазе — источнике и на основании эмпирических данных рассчитать эту концентрацию, после чего становится возможным расчёт необходимого количества теоретических тарелок (теоретических ступеней разделения) для достижения поставленной цели процесса.
Модель вводит понятный и удобный в расчётах критерий — движущую силу процесса, численно равную разнице равновесной и текущей концентрации компонента в фазе. Скорость массопередачи пропорциональна движущей силе, а её направление определяется знаком (компонент переносится в ту фазу, где его концентрация ниже равновесной).
Недостатки модели: модель предполагает наличие термодинамического равновесия на каждой ступени (теоретической тарелке). Это принципиально невозможно, да и не нужно - реальный процесс в любом случае неравновесен, отклонения от модели учитываются в КПД реальной тарелки (см. ниже). Это преодолимый недостаток. Другой непреодолимый недостаток модели - предположение бесконечно большой скорости массообмена, хотя, в большинстве случаев ей пренебрегают.
Так как термодинамическое равновесие в реальных условиях недостижимо, степень разделения компонентов между фазами на реальных устройствах всегда меньше теоретически возможной. Показателем качества реального устройства является его массообменный КПД, численно равный
отношению разниц концентраций компонента в жидкости и в паре реального устройства (обычно летучего компонента) к теоретически возможной.
Расчёт массообменного процесса сводится к определению минимально необходимого (при заданных материальных потоках) числа теоретических тарелок (теоретических ступеней разделения), после чего определяется необходимое количество реальных массообменных устройств с учётом их КПД.
В насадочных колонных массообменных аппаратах изменение концентраций компонентов происходит непрерывно по высоте и неравномерно по ширине (из-за неидеальности потоков фаз), строгий расчёт концентраций предполагает учёт гидродинамики движения сред. Значительно более простым способом расчёта является представление насадочного аппарата эквивалентным ему теоретически идеальным тарельчатым аппаратом, для чего насадочный аппарат делится по высоте на участки, в которых изменение концентрации компонентов должно соответствовать одной ступени разделения (теоретической тарелке). Такое деление условно, так как основано на опыте использования других аналогичных устройств, но тем не менее вполне предсказуемо. Геометрическая высота этого участка носит название ВЭТТ - высота, эквивалентная теоретической тарелке.
В хроматографии понятие теоретической тарелки также часто используется, но именно как понятие, для ориентировочной оценки эффективности хроматографической колонки. Модели процесса хроматографии (в настоящее время есть две общепринятые модели) вводят формальные критерии, один называется "общее число теоретических тарелок" (модель теоретических тарелок Мартина), другой - "высота, эквивалентная теоретической тарелке (ВЭТТ)"(кинетическая модель Ван-Деемтера). Модели не содержат определения этих понятий, по-видимому, предполагается их полное соответствие аналогичным терминам, используемым в описании насадочных ректификационных колонн. Такое предположение, строго говоря, некорректно в связи с заведомой нестационарностью и неравновесностью хроматографического процесса. Но, учитывая, что модели носят описательно-иллюстративный характер и не предполагают материальный (количественный) расчёт, оно вполне допустимо.